# 7258 Pettarin
7258 Pettarin eller 1994 EF är en asteroid i huvudbältet som upptäcktes den 5 mars 1994 av Santa Lucia Stroncone-observatoriet i Stroncone. Den är uppkallad efter italienska amatörastronomen Enrico Pettarin.
Asteroiden har en diameter på ungefär 6 kilometer och den tillhör asteroidgruppen Eunomia.